# Madonna col Bambino tra i santi Anna, Giacomo e Benedetto
La Madonna col Bambino tra i santi Anna, Giacomo e Benedetto è un dipinto a olio su tela di Andrea Celesti, datato 1693 e conservato nel Museo diocesano di Brescia, nella Sala IV.

## Storia
L'opera proviene dalla chiesa di San Giacomo, a fianco della chiesa dei Santi Faustino e Giovita, per la quale viene commissionata nel 1693 da Giovanni Entrata, un confratello dell'oratorio. Collocata sull'altare maggiore, l'unico della chiesa, trova subito gli elogi della critica artistica contemporanea.
La tela sopravvive nella sua collocazione sia alle soppressioni della Repubblica Bresciana del 1797, sia alle requisizioni ottocentesche, e all'inizio del Novecento è ancora segnalata in San Giacomo. Nel 1939, Antonio Morassi la registra ancora fra le cose d'arte custodite nell'ambito della chiesa dei Santi Faustino e Giovita, lamentandone però il cattivo stato di conservazione.
Successivamente trasferito nella sala riunioni degli organi della parrocchia, all'interno dello stesso ex-monastero dei Santi Faustino e Giovita, viene finalmente restaurato alla fine del Novecento. Negli anni 2010 trova collocazione definitiva nel Museo diocesano di Brescia.

## Descrizione
Il dipinto raffigura, legati in uno stretto gruppo, la Madonna col Bambino Gesù sulle gambe, retto da sant'Anna sulla sinistra. A destra, davanti alla Madonna, è inchinato san Giacomo il Maggiore mentre dietro ad esso, in ombra, si vede san Benedetto, entrambi recanti i tradizionali attributi iconografici.
Nell'angolo inferiore sinistro si scorge una culla, sul cui fronte è riportata la dedica "IN / DEVM ET DIVOS / PIETATE / AC SOCIETATIS AMORE / IOANNES ENTRATA OBTVLIT / 1693", con riferimento al committente Giovanni Entrata e alla sua devozione.

## Stile
Il restauro eseguito alla fine del Novecento ha consentito una nuova lettura critica dell'opera, liberata dalla patina del tempo e dalle ridipinture. Il dipinto si pone tra i migliori del Celesti, caratterizzato da pennellate veloci e cromie accattivanti, molto dense di colore ma sollevate da grande forza luministica.
Ciò è frutto di un momento stilistico, identificabile cronologicamente grazie alla data, in cui il Celesti combina con originalità la lezione di Paolo Veronese con quella del Tintoretto in un colore prorompente, quasi fosforescente.
La figura del Bambino si pone come la vera fonte luminosa del dipinto, perno attorno al quale si muove tutta la composizione a sua volta arricchita dagli atteggiamenti devoti dei singoli personaggi, tutti magistralmente resi nella loro connotazione psicologica dalla mano del Celesti.